# آيت لحسن اسعيد ازغار (البرج)
آيت لحسن اسعيد ازغار هي إحدى مشيخات المملكة المغربية، تتبع جغرافيا لإقليم خنيفرة وإداريًا لالبرج. يقدر عدد سكانها بـ 5956 نسمة حسب الإحصاء الرسمي للسكان والسكنى لسنة 2004.